# Welcome to Tomorrow (Are You Ready?)
Welcome to Tomorrow (Are You Ready?) is een nummer van de Duitse eurodance-groep Snap!. Het nummer werd geschreven door Benito Benites (Michael Münzing) en John Garrett III (Luca Anzilotti), samen met de nieuwe zangeres van de groep: Paula Brown. Garrett en Benites namen ook de productie voor hun rekening. In september 1994 werd het uitgebracht als leadsingle van het derde album van de groep, Welcome to Tomorrow.

## Hitnoteringen en prijzen
Welcome to Tomorrow (Are You Ready?) bereikte de eerste plek van de hitlijsten in Finland. In thuisland Duitsland lukte het op de vierde plek te komen, net als in Schotland en Vlaanderen. Verder werd ook Italië, het Verenigd Koninkrijk, Spanje en Denemarken de bovenste tien van de hitlijst gehaald. In de Nederlandse Top 40 stond het elf weken met een achtste plaats als hoogste notering.

### Nederlandse Top 40
| Hitnotering: 10-09-1994 t/m 19-11-1994 | Hitnotering: 10-09-1994 t/m 19-11-1994 | Hitnotering: 10-09-1994 t/m 19-11-1994 | Hitnotering: 10-09-1994 t/m 19-11-1994 | Hitnotering: 10-09-1994 t/m 19-11-1994 | Hitnotering: 10-09-1994 t/m 19-11-1994 | Hitnotering: 10-09-1994 t/m 19-11-1994 | Hitnotering: 10-09-1994 t/m 19-11-1994 | Hitnotering: 10-09-1994 t/m 19-11-1994 | Hitnotering: 10-09-1994 t/m 19-11-1994 | Hitnotering: 10-09-1994 t/m 19-11-1994 | Hitnotering: 10-09-1994 t/m 19-11-1994 | Hitnotering: 10-09-1994 t/m 19-11-1994 |
| Week:                                  | 1                                      | 2                                      | 3                                      | 4                                      | 5                                      | 6                                      | 7                                      | 8                                      | 9                                      | 10                                     | 11                                     |                                        |
| -------------------------------------- | -------------------------------------- | -------------------------------------- | -------------------------------------- | -------------------------------------- | -------------------------------------- | -------------------------------------- | -------------------------------------- | -------------------------------------- | -------------------------------------- | -------------------------------------- | -------------------------------------- | -------------------------------------- |
| Positie:                               | 27                                     | 15                                     | 10                                     | 9                                      | 8                                      | 10                                     | 11                                     | 11                                     | 13                                     | 20                                     | 27                                     | uit                                    |